# Atelothrus dyscoleus
Atelothrus dyscoleus är en skalbaggsart som beskrevs av Sharp 1903. Atelothrus dyscoleus ingår i släktet Atelothrus och familjen jordlöpare. Inga underarter finns listade i Catalogue of Life.